# Confit

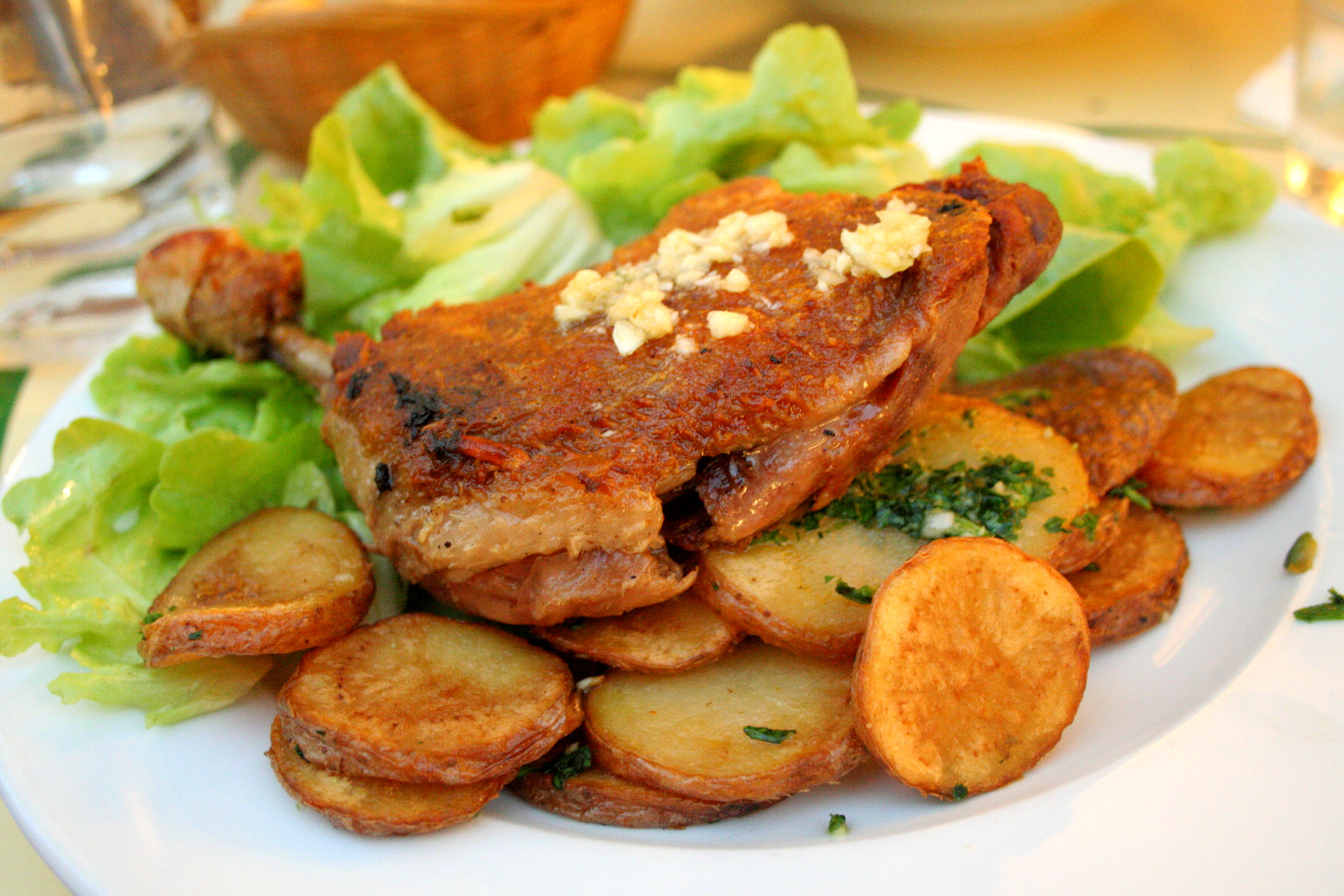
Confit de pato

El confit es la técnica de conservación que resulta de cocinar durante mucho tiempo a fuego muy bajo unos alimentos en grasa o azúcar (almíbar). Se emplea tradicionalmente para piezas de carne que se confitan en su propia grasa y se guardan luego en un envase cerrado herméticamente, inmersas y completamente cubiertas por esa misma grasa para evitar su contacto con el aire. Se pueden confitar también verduras en aceite de oliva. La técnica con almíbar se reserva para confitar fruta y flores.

## Características
Esta técnica se suele utilizar con piezas de cerdo, ganso o pato, siendo estos dos últimos los preferidos y los que se prestan mejor a ese método de preparación y conservación. Puede comerse frío o caliente; en el primer caso quitándole completamente la grasa que lo cubre y en el segundo calentándolo en ella. Es una especialidad del sudoeste de Francia y es ingrediente básico en la preparación del cassoulet y de la sopa de repollo y berza llamada garbure.